# 잔카를로 에스포지토
잔카를로 에스포지토(이탈리아어: Giancarlo Esposito, 1958년 4월 26일 ~ )는 미국의 배우이다.

## 출연 작품
- 라스트 홀리데이 - 딜링스 의원 역
- 셰리 베이비
- 브레이킹 배드
- 정글북
- 더 기프트
- 머니 몬스터 - 마커스 파월 역
- 옥자 - 프랭크 도슨 역
- 수어사이드 쇼 (감독)
- 메이즈 러너: 데스 큐어 - 호르헤 역
- 스턱 - 로이드 역
- 더 롱 홈
- 라이브 - 볼크 역
- 피아니스트의 마지막 인터뷰 - 파울 역
- 닌자터틀: 뮤턴트 대소동 - 벡스터 스톡맨 역
- 캡틴 아메리카: 브레이브 뉴 월드 - 아이제아 브래들리 역
- 일렉트릭 스테이트 - 브래드버리 대령 역